# Sorsele (plaats)
Sorsele (Umesamisch: Suorssá) is de hoofdplaats van de gemeente Sorsele in het landschap Lapland en de provincie Västerbottens län in Zweden. De plaats heeft 1288 inwoners (2005) en een oppervlakte van 183 hectare.
Sorsele wordt aan alle kanten ingesloten door meren en de rivier de Lillån. Een plaatselijke camping met huisjes en visserscabines lijken de enige bron van inkomsten. Daarnaast is er in Sorsele een zeer oud houten kerkje aanwezig. 

## Verkeer en vervoer
Bij de plaats lopen de Europese weg 45 en Länsväg 363.
Sorsele is in de zomer bereikbaar met de Inlandsbanan; daarnaast heeft het een klein busstation. Vanuit Sorsele vertrekken regelmatig bussen naar Ammarnäs, een zeer bekend (in Zweden dan) toeristenoord, via de enige mogelijkheid daar te komen; de Länsväg 363.